# The Tales of Doctor 3
The Tales of Doctor 3 è il primo album del gruppo musicale jazz italiano Doctor 3, registrato il 27 e il 28 dicembre del 1997 e pubblicato nell'anno successivo.

## Tracce
1. "Black and white Christmas"
  - a) White Christmas – 02:00 (Irving Berlin)
  - b) Tale one - 05:30 (Rea, Pietropaoli, Sferra)
  - c) Harvest – 01:10 (Neil Young)
  - d) Tale two – 01:05 (Rea, Pietropaoli, Sferra)
2. Your song – 07:03 (Elton John, Taupin)
3. Derek
  - a) And I love her – 01:00 (John Lennon, Paul McCartney)
  - b) "Tale three - 08:35 (Rea, Pietropaoli, Sferra)
4. Harvest – 04:42 (Neil Young)
5. Deep in a dream
  - a) Tale four – 01:40 (Rea, Pietropaoli, Sferra)
  - b) Softly as in a morning sunrise – 00:50 (V. Youmans)
  - c) Tale five – 02:15 (Rea, Pietropaoli, Sferra)
6. La storia – 03:15 (Francesco De Gregori)
7. You've got a friend - 06:40 (Carole King)
  - I got rhythm – 02:34 (George Gershwin)
8. Country cake
  - a) Bridge over troubled water – 05:10 (Paul Simon, Art Garfunkel)
  - b) Tale six – 01:40 (Rea, Pietropaoli, Sferra)
  - c) Begin the beguine – 02:20 (Cole Porter)
9. Don't give up - 02:50 (Peter Gabriel)
  - Tale seven – 01:20 (Rea, Pietropaoli, Sferra)

## Formazione
- Danilo Rea – pianoforte
- Enzo Pietropaoli – contrabbasso
- Fabrizio Sferra – batteria